# Otto Wegelius
Carl Otto Wegelius, född 21 oktober 1920 i Raumo, död 4 april 2013, var en finländsk läkare, specialist i invärtes medicin och reumatologi.
Wegelius blev medicine och kirurgie doktor 1952. Han verkade 1961–1963 som biträdande lärare och 1964–1970 som biträdande professor vid IV medicinska kliniken vid Helsingfors universitet. 1971–1983 innehade han den svenskspråkiga professuren i invärtes medicin vid Helsingfors universitet och var överläkare för IV medicinska kliniken vid Helsingfors universitetscentralsjukhus.
Wegelius tidiga arbeten gällde sambandet mellan däggdjurstillväxt och sköldkörtelhormon samt den cellulära bakgrunden till anafylaxi. Hans omfattande vetenskapliga verksamhet gällde sedermera främst bindvävens egenskaper och utveckling, inflammatoriska processer, klinisk reumatologi och amyloidos. Under Wegelius ledning genomgick IV medicinska kliniken vid Unionsgatan 38 en upprustning till en universitetsklinik som motsvarade de krav den moderna medicinen ställde. Reumatologin utvecklades starkt som akademisk specialitet och det vetenskapliga arbetet vid IV medicinska kliniken skördade betydande framgångar, också internationellt.
Wegelius spelade en central roll när den svenska studielinjen i medicin grundades vid Helsingfors universitet 1979. Ytterligare verkade han 1962–1985 som överläkare för försäkringsbolaget Pensions-Varma och var 1982–1990 medlem i medicinska nämnden vid Sigrid Jusélius stiftelse. Till Wegelius ära instiftades 1985 Otto Wegelius prisfond vid Finska Läkaresällskapet. År 1998 utgav han memoarverket Slumpens vägar.